# Szovjetszkaja Gavany-öböl
A Szovjetszkaja Gavany-öböl (oroszul залив Советская Гавань [zaliv Szavjetszkaja Gavany], jelentése: 'szovjet kikötő-öböl') a Japán-tenger egyik kisebb öble Oroszországban, a Tatár-szoros nyugati partvidékén. Közigazgatásilag a Habarovszki határterülethez tartozik. Déli partján terül el Szovjetszkaja Gavany kikötőváros, az azonos nevű járás székhelye. Az öböltől északra fekszik Vanyino, a partvidék egyik legforgalmasabb kereskedelmi kikötője. 

## Földrajz
Az öböl kb. 2 km széles, 11 km hosszú és délnyugati irányban nyúlik be a szárazföldbe. Erdővel borított, gyakran meredek, sziklás partszakaszok, de néhol enyhén lejtő dombok szegélyezik. Bejáratát északon a Mensikov-félsziget (korábban sziget) és annak keleti nyúlványán a Mensikov-fok, délen a Putyatyin-fok határolja. A vízbe nyúló kiszögelések, kis földnyelvek az öblöt néhány belső öbölre, köztük három nagyobbra osztják: egy rövid északi, egy keskeny nyugati (Konsztantyin-öböl) és egy szélesebb délnyugati (Hadzsi-öböl) részre. Ezek partján napjainkra önállóvá vált kisebb települések alakultak ki. Az öbölbe torkolló jelentősebb folyó a Bolsaja Hagya (100 km).

## Történelem
Az őslakos orocsok az öblöt a betorkolló folyóval azonosan Hadzsinak (Хаджи vagy Хадя) nevezték. Orosz részről a flotta N. K. Bosnyak nevű hadnagya, az amuri expedíció részvevője fedezte fel 1853-ban. A természetes kikötőnek bizonyult öblöt Imperatorszkaja Gavanynak hívták, a belső öblöket az uralkodói család egy-egy tagjáról nevezték el. Ugyanabban az évben a parton megalapították a Konsztantyin nagyhercegről elnevezett katonai őrhelyet. A krími háború idején, 1856-ban az öbölben süllyesztették el a már leromlott állapotú Pallada fregattot, hogy ne kerüljön az ellenség kezére. Ez után az őrhely is megszűnt. 
1923-ban az öböl nevét Szovjetszkaja Gavanyra (jelentése: 'szovjet kikötő') változtatták. Az 1930-as években kezdődött a partok benépesítése, és az öböl csakhamar a szovjet hadiflotta egyik nagy bázisa lett. A világháború és később az ún. hidegháború idején idején is támaszpontul szolgált hadihajók, tengeralattjárók számára. Kikötőjét a leszerelés megindulása után, 1993-ban nyitották meg külföldi hajók előtt.